# Aulopus bajacali
Aulopus bajacali är en fiskart som beskrevs av Nikolai V. Parin och Kotlyar, 1984. Aulopus bajacali ingår i släktet Aulopus och familjen Aulopidae. Inga underarter finns listade.